# Монарх танімбарський
Монарх танімбарський (Symposiachrus mundus) — вид горобцеподібних птахів родини монархових (Monarchidae). Ендемік Індонезії.

## Поширення і екологія
Танімбарські монархи мешкають на островах Танімбарського архіпелагу. Вони живуть в рівнинних тропічних лісах і в мангрових лісах.